# Mitchell Silk
Pour les articles homonymes, voir Silk.
Mitchell (Moyshe) Allen Silk (né le 15 octobre 1961, à New York) est un avocat américain, secrétaire adjoint pour les affaires internationales au département du Trésor des États-Unis (Assistant Secretary at the United States Department of the Treasury for International Affairs). Il est spécialiste en droit chinois et en économie chinoise. Il est un juif orthodoxe et un hassid de Brooklyn (New York).

## Biographie
Mitchell Silk est né le 15 octobre 1961, à New York.

### Études
Mitchell Silk,,, fait ses études en droit (Juris Doctor) à la Faculté de droit de l'université du Maryland, à College Park (Maryland), dans la banlieue de Washington. Il obtient un certificat en études avancées en droit de l'université de Pékin et un Bachelor of Science en affaires étrangères de l'université de Georgetown. Il continue son éducation à la National Taiwan Normal University et au Middlebury College à Middlebury au Vermont.

### Avocat
De 1987 à 1989, Mitchell Silk travaille dans la firme d'avocats Hughes Hubbard & Reed, puis de 1990 à 1992 dans la firme de Graham & James. De 1992 à 1996, il est un membre senior de la firme Chadbourne & Parke. Il devient ensuite de 1998 à octobre 2017 consultant puis partenaire de la firme Allen & Overy. Il passe 10 ans dans le bureau de Hong Kong.

### Fonction publique
Mitchell Silk devient sous-secrétaire adjoint pour les affaires internationales au département du Trésor des États-Unis, en octobre 2017. 
En juillet 2019, il devient secrétaire adjoint par intérim pour les marchés internationaux au département du Trésor des États-Unis.
Le président des États-Unis Donald Trump le nomme secrétaire adjoint pour les marchés internationaux et le développement au département du Trésor des États-Unis, le 19 septembre 2019.
Le 21 avril 2020, sa nomination est confirmée par le Sénat des États-Unis.

## Œuvres
- (en) Mitchell Silk. China's marine environmental protection law: The dragon creeping in murky waters.
- (en) Mitchell Silk. Taiwan Trade and Investment Law
- (en) Mitchell Silk. Environmental Law and Policy in the People's Republic of China
- (en) Mitchell Silk & Richard Malish. Are Chinese Companies Taking Over the World?. Chicago Journal of International Law: Vol. 7: No. 1, Article 7[6]

### Pro bono
Mitchel Silk est un consultant pro bono de l'Agoudath Israel des États-Unis.

### Famille
Mitchell Silk et son épouse Yocheved Silk habitent à Borough Park, Brooklyn, New York.